# 逻辑仿真
逻辑仿真（英語：logic simulation），或称逻辑模拟，是对硬件描述语言所定义数字电路行为的预测与检验，通常可以利用计算机仿真实现。逻辑仿真可以在具有不同物理抽象层次（级别）下进行，例如晶体管级、逻辑门级、寄存器传输级和行为级。其基本原理是使用计算机软件模拟一个激励信号，然后观察所设计电路的响应行为。